# بهجت طبارة
الفريق بهجت طبارة (بيروت 1895م - 27 يناير 1962م) أول مدير أمن عام في الأردن، عضو مجلس الأعيان الأردني السادس. تولى إدارة الأمن العام في عام 1956، حيث تم تعريب الجيش وكان الأمن العام مرتبطاً بالجيش ثم صدر قانون لفصل الأمن العام عن الجيش وتم تعين طبارة كأول مدير أمن عام وكان وقتها أمير لواء.

## مناصبه
تم تعين طباره عضواً في مجلس الأعيان اعتباراً من تاريخ 1 ديسمبر 1960، ولكنه توفي قبل أنها دورة مجلس الأعيان. وقد كان قد بدأ خدمته العسكرية برتبة ضابط مرشح عام 1915م وشغل عدة مناصب من أهمها:-
- ضابطاً مرشحاً بالجيش التركي.
- قائد الحامية الثانية في بغداد
- رئاسة بلدية نابلس عام 1957.
- رئيس مرافقي جلالة الملك.
- محافظ العاصمة.
- مديرأً للأمن العام.

## آثاره
أصدر في عام 1931 بعد أن ترقى رتبة إلى الوكيل القائد، أصدر كتاب الشرطة والدرك والجيش منذ عهد الإمارة. وهو كتاب من 335 صفحة ومقسم إلى ستة أقسام هي
- الواجبات العامة
- الواجبات الداخلية والضبط والربط
- واجبات قائد المخفر الخارجية
- واجبات قائد المخفر وضباط الصف الداخلية
- الإسعافات
- العناية بالخيل والسروج والسيارات.